# William Crellin
William Crellin, né le 30 juin 2000, est un footballeur anglais qui évolue au poste de gardien de but Accrington Stanley, en prêt de l'Everton FC.

## Biographie

### En équipe nationale
Avec les moins de 17 ans, il participe à la Coupe du monde des moins de 17 ans en 2017. Lors du mondial junior organisé en Inde, il ne joue qu'un seul match, face à l'Irak. Les Anglais sont sacrés champions du monde en battant les Espagnols en finale.

## Palmarès

### En sélection
- Angleterre -17 ans
  - Vainqueur de la Coupe du monde en 2017.